# San Juan Nonualco
San Juan Nonualco é um município localizado no departamento de La Paz, em El Salvador. Sua população estimada, em 2007, era de 17 256 habitantes.